# Protoclitopa tetraphylla
Protoclitopa tetraphylla är en skalbaggsart som beskrevs av Decelle 1979. Protoclitopa tetraphylla ingår i släktet Protoclitopa och familjen Melolonthidae. Inga underarter finns listade i Catalogue of Life.